# Имени М. Джалалова
Имени М. Джалалова (узб. M. Jalolov / М. Жалолов) — посёлок городского типа, расположенный на территории Бозского района Андижанской области Республики Узбекистан.

Статус посёлка городского типа с 2009 года.